# Etxauri
Etxauri – gmina w Hiszpanii, w Nawarze, o powierzchni 14,1 km². W 2011 roku gmina liczyła 585 mieszkańców.